# UC-52号潜艇
陛下之UC-52号艇是德意志帝国海军于第一次世界大战期间建造的其中一艘UC-II型近岸布雷潜艇或称U艇。它由基尔的日耳曼尼亚船厂承建，于1917年1月23日新船下水，至同年3月15日交付使用。其全长52.69米，水面及水下排水量分别为434吨和511吨，艇载武器则包括三具鱼雷发射管、六具水雷滑射槽以及一门88毫米口径甲板炮。UC-52号入役后曾被部署至驻普拉的地中海区舰队，并参与了地中海潜艇战。通过其七次巡逻，共直接或间接击沉18艘协约国或中立国舰船，容积总吨累计为18230吨。战后，根据对德停战协定的要求，该艇于1919年1月16日被引渡至英国哈维奇正式投降，并于同年在莫克姆拆解报废。

## 设计
1915年秋天，由于中立国美国的干预，U艇战几乎陷入停顿，导致德国广泛开展《国际法》所允许的水雷战，从而使布雷潜艇的需求量相应增加。德意志帝国海军潜艇监察局（Inspektion des U-Bootwesens）的开发部门留意到了这一点，遂以UB-II型为基础，按照兼顾布雷效率和生产速度的要求，以41号工程的名义设计了UC-II型潜艇。为了弥补前型UC-I型的缺陷，UC-II型艇不仅更大，而且采用双轴推进系统。然而，与前型最主要的区别在于，UC-II型艇重新运用了双壳体结构。但它并非纯粹的双体潜艇，而是一种中间过渡型；因为外层没有封闭耐压壳体，而是作为鞍形水柜附在上方。
UC-52号是64艘UC-II型方案的其中一艘。这个亚型的艇体结构与UB-II型类似，但体积更大，全长为52.69米，并有3.64米的吃水深度；由于不再考虑铁路运输的装载限界，舷宽也得以增至5.22米。其水上和水下排水量分别为434吨和511吨。艇只采用两台戴姆勒六缸四冲程600匹公制馬力（440千瓦特）柴油机用于水面运行，以及两台620匹公制馬力（460千瓦特）的BBC电动发电机用于水下航行；水面最高航速11.8節（21.9每小時），水下7.2節（13.3每小時）；能够在水面以7節（13每小時）航速续航9,450海里（17,500），或以4節（7.4每小時）连续在水下航行52海里（96）而无需充电。其潜没需时约为30秒，能够在50米的深度下运作。
作为布雷潜艇，UC-52号改将六具布雷滑射槽安装在艇体前部，每具储存井内的水雷数量增至3枚，即合共18枚UC200型水雷。布雷时只需将存储井底部的盖板打开，水雷便可凭借自身重量滑入水中。随着滑射槽长度增加，艇体艏楼的上层建筑被抬高，上层建筑与司令塔之间的凹陷处布置了一门88毫米30倍径速射炮作为甲板炮。但由于位置相对较低，火炮甲板在恶劣海况下很容易被涌浪淹没。此外，UC-52号还装备有三具500毫米鱼雷发射管，这极大提升了潜艇的攻击能力。其中艇艏两具外置在两侧、艇艉一具则为内置式，并可搭载合共7枚G6型鱼雷。其标准船员编制为3名军官及23名水兵。

## 历史
1916年1月12日，在海军元帅阿尔弗雷德·冯·提尔皮茨的倡议下，国家海军办公室分别向五家德国造船厂发包第三批次的UC-II型潜艇。UC-52号因此成为基尔日耳曼尼亚船厂承建的第四艘UC级潜艇，建造编号为268。它于1917年1月23日新船下水，至同年3月15日在前UB-32号艇长、海军上尉路德维希·卡尔·扎尔的指挥下交付使用，随即展开海试。在扎尔之后，赫尔穆特·冯·德明中尉和卡尔·海因里希·萨斯中尉也曾担任该艇指挥官。完成海试后，UC-52号从基尔启程，经斯卡格拉克海峡绕行苏格兰前往地中海。在经历了途中曾在葡萄牙的圣维森特角附近布雷，以及6月11日驶入西班牙的加的斯进行维修后，该艇至1917年7月8日抵达奥匈帝国军港卡塔罗，并加入驻当地的地中海潜艇区舰队。
在地中海服役期间，UC-52号参与了地中海潜艇战，足迹遍布突尼斯东岸的马赫迪耶和克肯纳海峡、阿尔巴尼亚的发罗拉、希腊的伊薩基島和克基拉岛，以及意大利的塔兰托湾和西西里岛等多处水域。通过其七次布雷及破交战巡逻，UC-52号合共击沉协约国或中立国的17艘商船和1艘辅助军舰，容积总吨累计为18230吨。其中，体积最大的受害者是注册吨位为8261吨的意大利运兵船维罗纳号；它于1918年5月11日搭载着约3000名士兵从墨西拿出发前往的黎波里的途中，在墨西拿海峡的佩洛罗角附近遭UC-52号发射鱼雷击沉，造成多达880人罹难。唯一遇害的辅助军舰则是隶属英国皇家海军的舰队信使船切斯特菲尔德号，它于1918年5月18日在执行从米洛至马耳他的护航船队任务途中，在距马耳他岛东北偏东约42海里（78）处遭击沉。此外，UC-52号还曾于1917年9月15日和18日两度对突尼斯城镇沙拜的工业设施实施炮击。
1918年10月，随着奥匈帝国解体并退出战争，地中海区舰队的所有适航潜艇都必须突破封锁遣回德国，以免落入敌手。UC-52号成为最后一批返程的德国U艇之一，它是经直布罗陀海峡航行，绕过爱尔兰岛和赫布里底群岛前往波罗的海入口处，至1918年11月29日才抵达基尔，彼时战争已结束。根据对德停战协定的要求，UC-52号于1919年1月16日被引渡至英国哈维奇正式向协约国投降。它于同年5月16日运抵莫克姆拆解报废，发动机则由英国海军部作价14000英镑售予T·W·沃德公司。

## 袭击历史摘要
| 日期           | 船名                | 船籍         | 吨位 | 结局 |
| -------------- | ------------------- | ------------ | ---- | ---- |
| 1917年9月13日  | 阿勒坎号            | 突尼西亞     | 6    | 击沉 |
| 1917年9月13日  | 谢尔·罗斯号         | 突尼西亞     | 28   | 击沉 |
| 1917年9月13日  | 奥提伽号            | 突尼西亞     | 17   | 击沉 |
| 1917年9月13日  | 维特多利亚号        | 突尼西亞     | 24   | 击沉 |
| 1917年9月18日  | 抹香鲸号            | 突尼西亞     | 17   | 击沉 |
| 1918年3月31日  | 圣尼古拉号          | 英国         | 24   | 击沉 |
| 1918年4月6日   | 圣母之恩·B号        | 義大利王國   | 105  | 击沉 |
| 1918年4月9日   | 萨尼克号            | 英国         | 5017 | 击伤 |
| 1918年4月10日  | 艾尔代尔号          | 英国         | 3044 | 击伤 |
| 1918年5月11日  | 吉吉拉号            | 義大利王國   | 120  | 击沉 |
| 1918年5月11日  | 维罗纳号            | 義大利王國   | 8261 | 击沉 |
| 1918年5月14日  | 伍尔斯顿号          | 英国         | 2986 | 击沉 |
| 1918年5月17日  | 彼得罗·布里佐拉里号 | 義大利王國   | 445  | 击沉 |
| 1918年5月18日  | 切斯特菲尔德号      | 英國皇家海軍 | 1013 | 击沉 |
| 1918年5月18日  | 尼内塔号            | 義大利王國   | 17   | 击沉 |
| 1918年6月22日  | 变形号              | 希腊         | 130  | 击沉 |
| 1918年6月24日  | 玛利亚号            | 希腊         | 25   | 击沉 |
| 1918年6月24日  | 索菲亚号            | 希腊         | 24   | 击沉 |
| 1918年7月4日   | 科尔多瓦号          | 義大利王國   | 4933 | 击沉 |
| 1918年7月7日   | 卢尔德圣母号        | 義大利王國   | 55   | 击沉 |
| 1918年7月7日   | 斯塔尔黑姆号        | 挪威         | 1469 | 击伤 |
| 1918年10月23日 | 伊斯基亚号          | 義大利王國   | 4050 | 击伤 |

## 脚注
1. 1 2 3 4  Helgason, Guðmundur. . German and Austrian U-boats of World War I - Kaiserliche Marine - Uboat.net.   [2009-02-23].
2. ↑  Tarrant，第173頁.
3. 1 2 3  Gröner 1991，第31-32頁.
4. 1 2  Helgason, Guðmundur. . German and Austrian U-boats of World War I - Kaiserliche Marine - Uboat.net.   [2015-03-01].
5. ↑  Helgason, Guðmundur. . German and Austrian U-boats of World War I - Kaiserliche Marine - Uboat.net.   [2015-03-01].
6. ↑  Helgason, Guðmundur. . German and Austrian U-boats of World War I - Kaiserliche Marine - Uboat.net.   [2015-03-01].
7. ↑  陈进，第48頁.
8. ↑  . Navypedia.   [2022-09-16]. （原始内容存档于2023-01-20）.
9. ↑  陈进，第46頁.
10. 1 2 3 4  NARS，第104頁.
11. 1 2  Helgason, Guðmundur. . German and Austrian U-boats of World War I - Kaiserliche Marine - Uboat.net.   [2015-03-01].
12. ↑  Helgason, Guðmundur. . German and Austrian U-boats of World War I - Kaiserliche Marine - Uboat.net.   [2022-10-12].
13. ↑  Helgason, Guðmundur. . German and Austrian U-boats of World War I - Kaiserliche Marine - Uboat.net.   [2022-10-12].
14. ↑  Dodson & Cant，第131頁.